# سرگی اسمال
سرگی اسمال (انگلیسی: Sergey Smal؛ زادهٔ ۳۰ سپتامبر ۱۹۶۸) کشتی‌گیر اهل بلاروس بود.